# Cheleiros
Cheleiros ist ein Ort und eine ehemalige Gemeinde (Freguesia) im portugiesischen Kreis Mafra. Die Gemeinde hatte 1350 Einwohner (Stand 30. Juni 2011).
Am 29. September 2013 wurden die Gemeinden Cheleiros und Igreja Nova zur neuen Gemeinde União das Freguesias de Igreja Nova e Cheleiros zusammengeschlossen.
Im Ort liegt eine Römerbrücke.